# 린턴 가너
린턴 가너(Linton Garner, 1915년 6월 15일 ~ 2003년 3월 6일)는 미국의 재즈 트럼펫 연주자이며 피아노 연주자 겸 작곡가이다.

## 주요 이력
1924년 트럼페터로 첫 데뷔하였고 1944년 피아니스트 데뷔한 그는 미국의 피아노 연주자 겸 작곡가 에롤 가너(Erroll Garner, 1921년 ~ 1977년)의 형이기도 하다.
1974년 캐나다에 건너간 이후에도 여전히 미국과 캐나다에서 자주 연주 활약을 하였다.
2003년 3월 6일, 캐나다 밴쿠버에서 향년 88세로 별세하였다.